# جونيا إيماي
جونيا إيماي (باليابانية: 今瀬 淳也) (مواليد 3 يناير 1993)، هو لاعب كرة قدم ياباني سابق كان يلعب كمدافع.

## وصلات خارجية
- جونيا إيماي على موقع رابطة كرة القدم اليابانية للمحترفين (اليابانية)
- جونيا إيماي على موقع قاعدة بيانات كرة القدم.إي يو (الإنجليزية)
- جونيا إيماي على موقع Soccerway.com (الإنجليزية)
- جونيا إيماي على موقع عالم كرة القدم.نت (الإنجليزية)